# سلام (فیلم ۱۳۸۲)
سلام (فیلم) فیلمی به کارگردانی  و نویسندگی جواد ارشاد ساختهٔ سال ۱۳۸۲ است.

## بازیگران
- علی دهکردی
- میترا کرمی
- سپهر آزادی
- جواد صدیقی
- مهدی ثانی